# Somewhere in Time
Somewhere in Time je šesté studiové album britské heavy metalové kapely Iron Maiden. Vyšlo v září 1986 a umístilo se na třetím místě britského žebříčku.
Z alba vzešly dva singly. Singl Wasted Years vyšel 6. září 1986 a umístil se na 18. místě žebříčku. Singl Stranger in a Strange Land vyšel 22. listopadu 1986 a umístil se na 22. místě žebříčku.

## Seznam skladeb
Pokud není uvedeno jinak, autorem všech skladeb je Steve Harris.
| Pořadí | Název                                      | Autor               | Délka |
| ------ | ------------------------------------------ | ------------------- | ----- |
| 1.     | Caught Somewhere in Time                   | Harris              | 7:25  |
| 2.     | Wasted Years                               | Adrian Smith        | 5:07  |
| 3.     | Sea of Madness                             | Smith               | 5:42  |
| 4.     | Heaven Can Wait                            | Harris              | 7:21  |
| 5.     | The Loneliness of the Long Distance Runner | Harris              | 6:31  |
| 6.     | Stranger in a Strange Land                 | Smith               | 5:44  |
| 7.     | Déjà Vu                                    | Dave Murray, Harris | 4:56  |
| 8.     | Alexander the Great                        | Harris              | 8:37  |

## Bonusové skladby na znovuvydání z r. 1995
1. „Reach Out“
2. „Juanita“
3. „Sheriff of Huddersfield“
4. „That Girl“

## Sestava
- Bruce Dickinson - zpěv
- Dave Murray - kytara, syntezátor
- Adrian Smith - kytara, doprovodný zpěv
- Steve Harris - baskytara, doprovodný zpěv, basový syntezátor
- Nicko McBrain - bicí

- Martin Birch - produkce, režie, mix,
- Albert Boekholt - režie, pomocná režie
- Ronald Prent - režie, pomocná režie